# Slovenska hokejska liga 2011/12
Sezona 2011/12 Slovenske hokejske lige je enaindvajseta sezona slovenskega prvenstva v hokeju na ledu. Naslov slovenskega prvaka so dvanajstič osvojili hokejisti HDD Tilia Olimpija, ki so v finalni seriji s 3:1 v zmagah premagali HK Acroni Jesenice.

## Redni del
Prvi dve mesti sta vodili v končnico, kamor sta bila predhodno uvrščena Tilia Olimpija in Acroni Jesenice.
| Klub          | OT | Z | ZP | PP | P | DG | PG | GR | Toč |
| ------------- | -- | - | -- | -- | - | -- | -- | -- | --- |
| Triglav Kranj | 4  | 3 | 0  | 0  | 1 | 17 | 14 | +3 | 9   |
| HDK Maribor   | 4  | 3 | 0  | 0  | 1 | 16 | 10 | +5 | 9   |
| HK Olimpija   | 4  | 2 | 0  | 0  | 2 | 16 | 13 | +3 | 6   |
| HK Slavija    | 4  | 1 | 0  | 1  | 2 | 15 | 17 | -2 | 4   |
| HDD Bled      | 4  | 0 | 1  | 0  | 3 | 17 | 26 | -9 | 2   |

## Končnica

### Polfinale
Igra se na dve tekmi, * - po podaljšku

#### Acroni Jesenice - Triglav Kranj
| 23. marec 2012 | Triglav Kranj | 2:5 | Acroni Jesenice | Arena Zlato polje, Kranj |

| Poročilo tekme | Poročilo tekme | Poročilo tekme  | Poročilo tekme | Poročilo tekme |
| -------------- | -------------- | --------------- | -------------- | -------------- |
| Začetek: 18:00 |                | (0:2, 1:1, 1:2) |                |                |

| 24. marec 2012 | Acroni Jesenice | 6:0 | Triglav Kranj | Dvorana Podmežakla, Jesenice |

| Poročilo tekme | Poročilo tekme | Poročilo tekme  | Poročilo tekme | Poročilo tekme |
| -------------- | -------------- | --------------- | -------------- | -------------- |
| Začetek: 19:15 |                | (2:0, 2:0, 2:0) |                |                |

#### Tilia Olimpija - HDK Maribor
| 23. marec 2012 | HDK Maribor | 3:3 | HDD Tilia Olimpija | Ledna dvorana Tabor, Maribor |

| Poročilo tekme | Poročilo tekme | Poročilo tekme  | Poročilo tekme | Poročilo tekme |
| -------------- | -------------- | --------------- | -------------- | -------------- |
| Začetek: 19:00 |                | (1:1, 0:1, 2:1) |                |                |

| 24. marec 2012 | HDD Tilia Olimpija | 4:1 | HDK Maribor | Hala Tivoli, Ljubljana |

| Poročilo tekme | Poročilo tekme | Poročilo tekme  | Poročilo tekme | Poročilo tekme |
| -------------- | -------------- | --------------- | -------------- | -------------- |
| Začetek: 17:30 |                | (2:0, 0:0, 2:1) |                |                |

### Finale
Igralo se je na tri zmage.
| 26. marec 2012 | HDD Tilia Olimpija | 6:4 | Acroni Jesenice | Hala Tivoli, Ljubljana |

| Poročilo tekme | Poročilo tekme                                                 | Poročilo tekme  | Poročilo tekme                        | Poročilo tekme |
| -------------- | -------------------------------------------------------------- | --------------- | ------------------------------------- | -------------- |
| Začetek: 19:15 | Mušič 01 Taylor 14 Hočevar 26 McBride 44 Ž. Pance 45 Taylor 60 | (2:0, 1:2, 3:2) | 27 Pusa 30 Hafner 48 Bendik 51 Bendik | Gledalci: 1500 |

| 28. marec 2012 | Acroni Jesenice | 3:2* | HDD Tilia Olimpija | Dvorana Podmežakla, Jesenice |

| Poročilo tekme | Poročilo tekme                 | Poročilo tekme  | Poročilo tekme         | Poročilo tekme |
| -------------- | ------------------------------ | --------------- | ---------------------- | -------------- |
| Začetek: 19:15 | Kuralt 16 Kuralt 57 Ankerst 62 | (1:1, 0:1, 1:0) | 14 Hočevar 23 E. Pance | Gledalci: 1500 |

| 30. marec 2012 | HDD Tilia Olimpija | 8:3 | Acroni Jesenice | Hala Tivoli, Ljubljana |

| Poročilo tekme | Poročilo tekme                                                                  | Poročilo tekme  | Poročilo tekme                | Poročilo tekme |
| -------------- | ------------------------------------------------------------------------------- | --------------- | ----------------------------- | -------------- |
| Začetek: 19:15 | Vedlin 06 Ž. Pance 12 Mušič 12 Vedlin 22 Mušič 23 McBride 26 Cvetek 27 Sefič 44 | (3:1, 4:1, 1:1) | 06 Hafner 37 Kuralt 50 Bendik | Gledalci: 2500 |

| 2. april 2012 | Acroni Jesenice | 2:5 | HDD Tilia Olimpija | Dvorana Podmežakla, Jesenice |

| Poročilo tekme | Poročilo tekme       | Poročilo tekme  | Poročilo tekme                                       | Poročilo tekme |
| -------------- | -------------------- | --------------- | ---------------------------------------------------- | -------------- |
| Začetek: 19:15 | Manfreda 07 Erman 32 | (1:1, 1:0, 0:4) | 20 Hočevar 43 Taylor 45 McBride 53 Ž. Pance 60 Mušič | Gledalci: 2000 |